# Frank R. Paul
Frank Rudolph Paul (18 tháng 4, 1884 – 29 tháng 6, 1963) là một họa sĩ người Mỹ chuyên vẽ tranh minh họa cho các tạp chí giật gân trong lĩnh vực khoa học viễn tưởng. Nhờ sự phát hiện của biên tập viên Hugo Gernsback, Paul đã có ảnh hưởng trong việc xác định diện mạo của cả hình bìa và tranh minh họa nội thất trong các loại tạp chí giật gân khoa học viễn tưởng mới ra đời trong những năm 1920. Đại sảnh Danh vọng Khoa học Viễn tưởng đã đề cử tên tuổi của ông vào năm 2009.

## Tiểu sử
Paul chào đời ngày 18 tháng 4 năm 1884 tại Radkersburg, Áo. Cha của ông xuất thân từ Hungary và mẹ là người Tiệp Khắc. Ông di cư đến Mỹ vào năm 1906. Tại đây ông kết hôn với Rudolpha Costa Rigelsen, một người nhập cư Bỉ vào năm 1913, và họ có bốn người con gồm: Robert S. Paul (sinh năm 1915), Francis L. Paul (sinh năm 1919), Joan C. Paul (sinh năm 1921), và Patricia Ann Paul (sinh năm 1929). Ông từng theo học ngành nghệ thuật tại Vienna, Paris và Thành phố New York. Sau khi tốt nghiệp, ông đến làm việc cho tờ Jersey Journal qua khâu thiết kế đồ họa. Nhà xuất bản Hugo Gernsback đã thuê ông vào năm 1914 để minh họa cho tạp chí khoa học The Electrical Experimenter.
Ông qua đời vào ngày 29 tháng 6 năm 1963 tại nhà riêng ở Teaneck, New Jersey.

## Tác phẩm

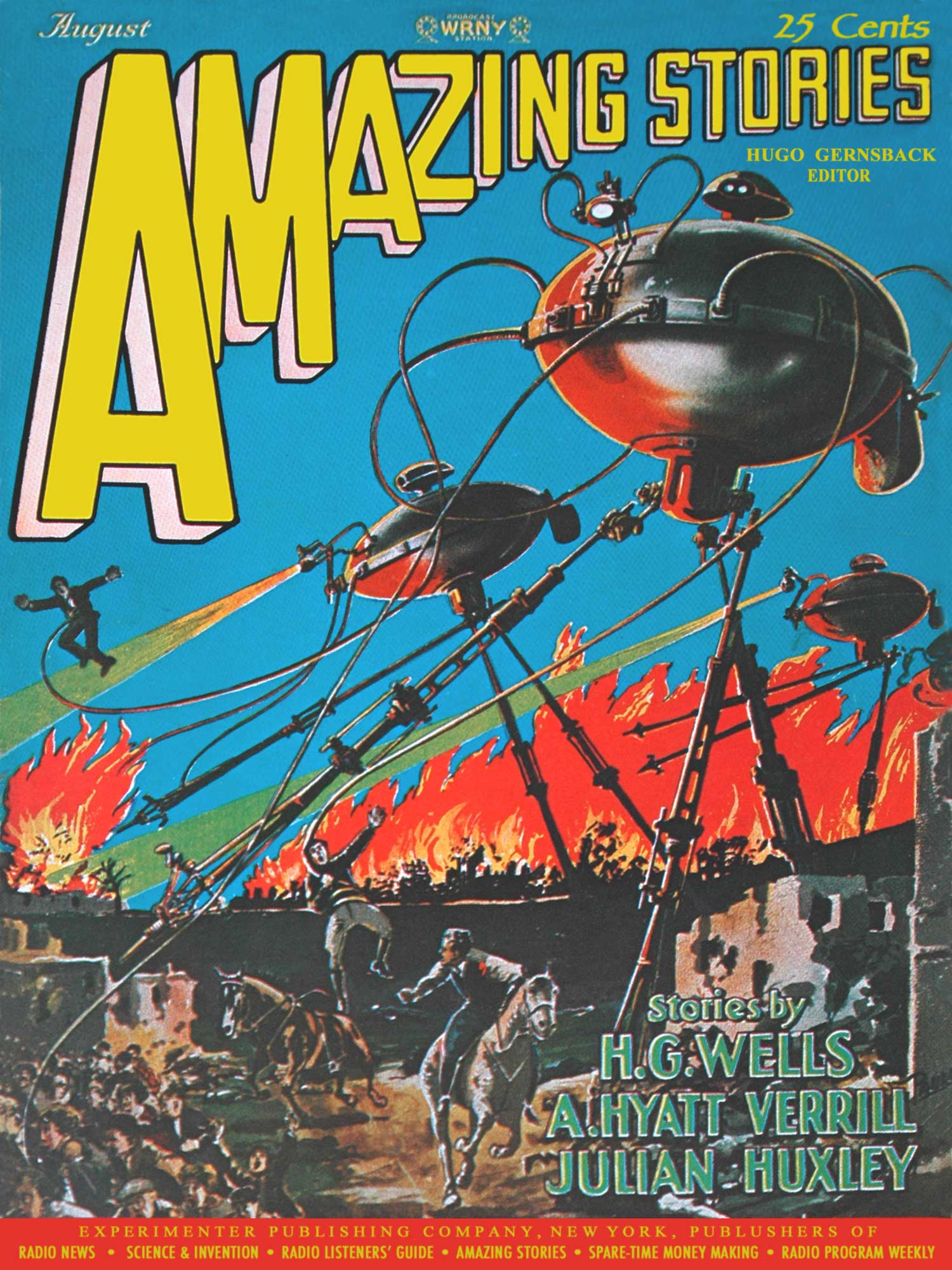
Hình bìa của Paul trên tờ Amazing Stories, số tháng 8 năm 1927, minh họa cuốn Chiến tranh giữa các thế giới

Tác phẩm của Paul được thể hiện rõ nét qua những sáng tác đầy kịch tính (thường liên quan đến những cỗ máy, robot hoặc phi thuyền khổng lồ), những màu sắc rực rỡ hoặc thậm chí tươi sáng, và một khả năng giới hạn nhằm miêu tả khuôn mặt của con người, đặc biệt là những người phụ nữ. Quá trình đào tạo kiến trúc ban đầu của ông cũng hiện diện trong các tác phẩm của mình.
Paul đã vẽ tranh minh họa hình bìa cho cuốn tiểu thuyết của riêng Gernsback, Ralph 124C 41+: A Romance of the Year 2660 (The Stratford Company, 1925), lúc đầu là truyện dài kỳ đăng năm 1911–1912. Ông đã vẽ 38 hình bìa cho tạp chí Amazing Stories từ tháng 4 năm 1926 đến tháng 6 năm 1929 và bảy hình bìa cho niên san Amazing Stories Annual và quý san Quarterly; với vài chục số báo bổ sung khác phần tranh vẽ của ông trên bìa sau (từ tháng 5 năm 1939 đến tháng 7 năm 1946), và một vài số báo từ tháng 4 năm 1961 đến tháng 9 năm 1968 với phần tranh vẽ mới hoặc tái bản lại. Sau khi Gernsback mất quyền kiểm soát tờ Amazing Stories vào năm 1929, Paul vẫn đồng hành cùng ông trong các tạp chí Wonder Stories và những tờ quý san có liên quan, đã xuất bản 103 bìa màu của tác giả từ tháng 6 năm 1929 đến tháng 4 năm 1936. Paul cũng vẽ bìa cho các tạp chí Planet Stories, Superworld Comics, Science Fiction, và số đầu tiên (Tháng 10–Tháng 11 năm 1939) của Marvel Comics. Số báo sau này xuất hiện trong tác phẩm đầu tay của Human Torch và Sub-Mariner, và những bản sao tuyệt mỹ được bán đấu giá từ 20 đến 30 ngàn đô la. Với lại, tổng số hình bìa tạp chí của ông đã vượt quá con số 220.
Hình bìa nổi tiếng nhất của ông của tờ Amazing Stories có lẽ là vào tháng 8 năm 1927 (xem hình), minh họa cuốn tiểu thuyết Chiến tranh giữa các thế giới của H. G. Wells, từng được in lại qua vô số lần tái bản.
Paul đã tạo ra hàng trăm tranh minh họa nội thất từ cuối năm 1920.

## Ảnh hưởng đến thể loại này
Nhìn chung, những thành tựu và ảnh hưởng của Frank R. Paul trong lĩnh vực này qua các lứa tuổi không bị đánh giá quá cao. Tác phẩm của ông xuất hiện trên trang bìa ấn bản đầu tiên (số tháng 4 năm 1926) của tạp chí Amazing Stories, tạp chí chuyên về khoa học viễn tưởng đầu tiên. Ông vẽ đủ loại hình bìa trong hơn ba năm. Trí tưởng tượng về robot, tàu vũ trụ và người ngoài hành tinh đã được giới thiệu ở nước Mỹ, nơi mà hầu hết mọi người thậm chí không có cả điện thoại. Thật vậy, đây là những tấm ảnh khoa học viễn tưởng đầu tiên được Ray Bradbury, Arthur C. Clarke, Forrest J Ackerman và những nhà văn khác nhìn nhận có tầm ảnh hưởng lớn lao trong lĩnh vực này.
Sự nhấn mạnh của Paul về khái niệm, hành động và môi trường xung quanh con người tiếp tục là một tín hiệu xác định thể loại nghệ thuật khoa học viễn tưởng ngay cả khi được thực hiện bởi những người kế nhiệm có kỹ năng tay nghề cao hơn và tầm nhìn sâu sắc hơn về nghệ thuật. Ngôn ngữ trực quan của phần lớn trọng tâm ngành nghệ thuật khoa học viễn tưởng, thậm chí ngày nay, qua các phiên bản phức tạp hơn chứa đựng những ẩn ý cốt lõi của Paul.
Giải thưởng Frank R Paul Award được đặt ra nhằm tôn vinh ông, đã được Hiệp hội Khoa học viễn tưởng Nashville trao tặng cho các họa sĩ nổi tiếng như Frank Kelly Freas, Alex Schomburg và Victoria Poyser từ năm 1976 đến năm 1996.

## Dấu ấn đầu tiên

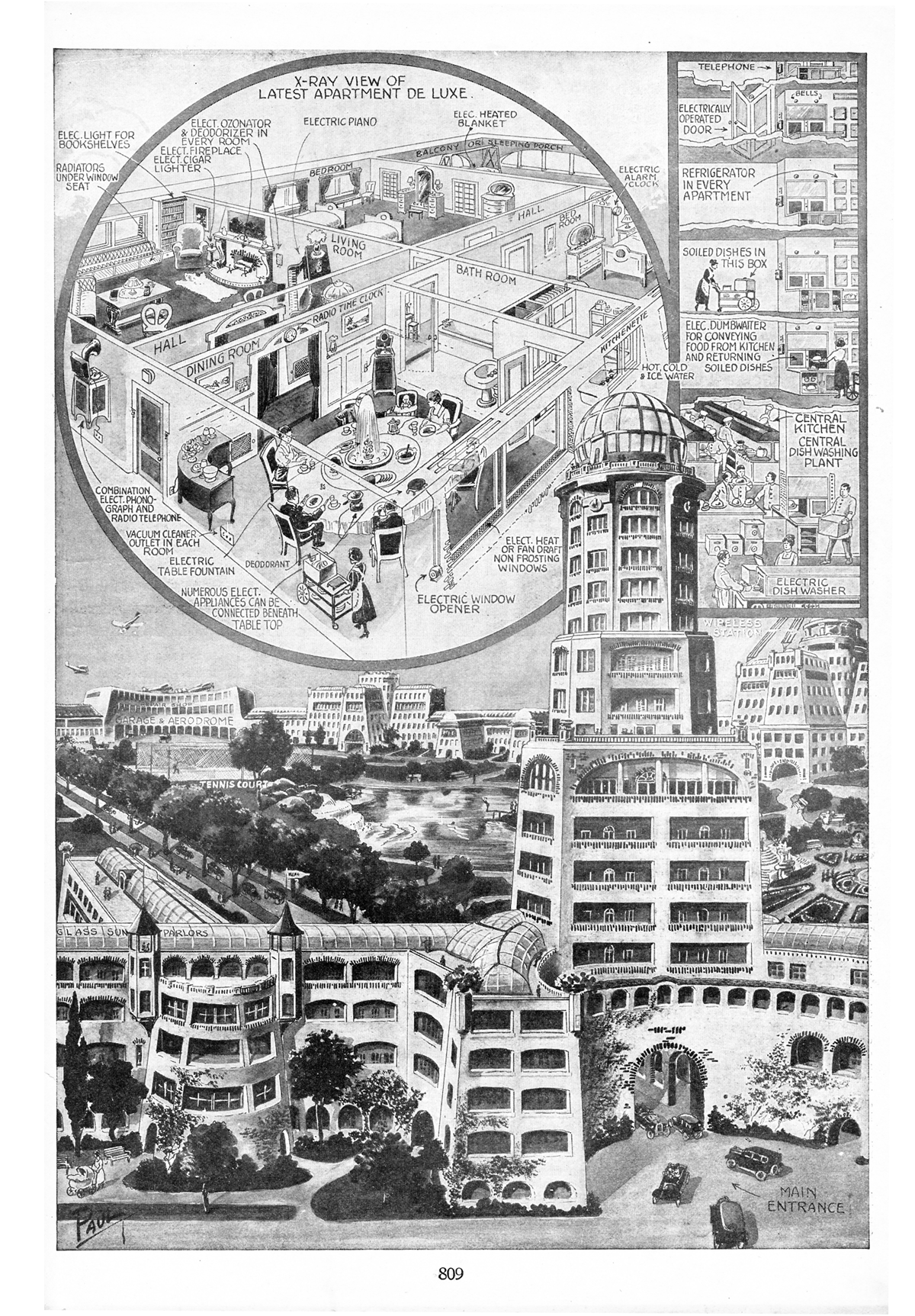
Tranh minh họa câu chuyện đầu tiên đăng trên tạp chí Science and Invention của Gernsback (số tháng 1 năm 1922)

Frank R. Paul có thể được ghi nhận với bức tranh màu đầu tiên vẽ một trạm không gian (số tháng 8 năm 1929, Science Wonder Stories) được xuất bản tại Mỹ. Hình bìa của ông trong số ra tháng 11 năm 1929 của tờ Science Wonder Stories là bản vẽ đầu tiên, nếu không muốn nói là bản mô tả sớm nhất về một chiếc đĩa bay. Bức tranh này xuất hiện gần hai thập kỷ trước khi xảy ra vụ chứng kiến những vật thể bay bí ẩn của Kenneth Arnold. Tầm mức của ông lớn đến nỗi ông là khách mời danh dự duy nhất tại Hội nghị Khoa học Viễn tưởng Thế giới lần đầu tiên được tổ chức vào năm 1939. Ông từng được mô tả là người đầu tiên tạo nên một con tàu vũ trụ được vẽ một cách sống động; đây là một sự phóng đại không đáng kể, vì phần lớn nguồn thu nhập của tác giả cũng bắt nguồn từ những bản vẽ kỹ thuật.
Ông còn là họa sĩ vẽ hình bìa cho số ra đầu tiên của tờ Marvel Comics (tháng 10 năm 1939), tạp chí Marvel Comic đầu tiên và đã trở nên nổi tiếng với tác phẩm của mình.
Ông rất sáng tạo trong việc miêu tả tàu vũ trụ. Một số tranh minh họa của ông có dạng hình đĩa và người ta cho rằng ông đã vô tình tạo ra cơn sốt UFO khi lần đầu tiên nhìn thấy những tia sáng trên bầu trời được mô tả có dạng đĩa; điều này có thể là kết quả của một hiện tượng tâm lý được biết đến dưới dạng thức về mặt tâm thần.